# Museo de Fiyi
El Museo de Fiyi (en inglés: Fiji Museum) es un museo en Suva, en los jardines botánicos situado en la ciudad capital, los Jardines Thurston.
El museo alberga una amplia colección arqueológica que data de 3.700 años y las reliquias de la historia de la cultura nativa de Fiyi. También existe una exhibición sobre el timón del HMS Bounty y su famoso motín.
El Museo de Fiyi es un organismo de derecho público y está bajo la administración de la Ley del Museo Fiyi y  de la Ley de preservación de los bienes Interés Arqueológico y Paleontológico.

## Galería
|                      |
| Timón del HMS Bounty |

|                     |
| Tenedores caníbales |